# Generation Alpha

Zeitleiste der Generationen

Als Generation Alpha bzw. Generation α wird im Marketing schlagwortartig eine angenommene Nachfolge-Generation der Generation Z bezeichnet. Der Generation Alpha wird überwiegend zugerechnet, wer von etwa 2010 bis 2025 geboren wurde oder wird. Aufgrund dieses Verfahrens sind Prognosen darüber spekulativ, wie sich die Angehörigen der betreffenden Jahrgänge, von denen noch nicht alle geboren sind, als Erwachsene verhalten werden.

## Begriff
In ihrer im März 2017 veröffentlichten Schrift Generation Alpha: Marketing or Science? zeigen die ungarischen Soziologen Ádám Nagy und Attila Kölcsey auf, dass der Begriff Generation Alpha 2015 von dem australischen Demografieforscher Mark McCrindle in den wissenschaftlichen Diskurs eingeführt worden sei. Da mit der Bezeichnung Generation Z das lateinische Alphabet an sein Ende gelangt sei und es als notwendig empfunden worden sei, für die Nachfolgegeneration einen Namen zu finden, sei man in Anlehnung an etablierte Feingliederungssysteme auf die Idee gekommen, auf das griechische Alphabet auszuweichen. Der erste Buchstabe des griechischen Alphabets ist alpha (α).
Die beiden Ungarn führen weiter aus, dass sich die Bezeichnungen Generation X, Generation Y und Generation Z bewährt hätten. Karl Mannheim fasste in seinem Text Das Problem der Generationen Kohorten (Geburtsjahrgänge) zusammen, die ein einschneidendes Jugenderlebnis (z. B. den Ersten Weltkrieg) geteilt haben und so vor identischen Aufgaben standen („Lebens-“ oder „Generationszusammenhänge“). Das von Mannheim genannte Merkmal, wonach jede Generation durch gemeinsame einschneidende Jugenderlebnisse gekennzeichnet sei, treffe, so Nagy und Kölcsey, auch auf die von ihnen genannten Generationen zu. Die Autoren hätten aber auch festgestellt, dass man „erstaunlich wenig“ über die Generation Alpha wisse. Insofern seien nach 2010 Geborene einstweilen eher Angehörige einer Art Generation Z 2.0.

## Generationenforschung und Arbeitswandel
Ein Themenfeld der Generationenforschung stellt die Frage nach der Veränderung der Arbeitswelt und der Digitalisierung dar. Dabei stellen einige Forscher bei der Beschreibung der Generation Alpha etwa die Reaktion der Generationsangehörigen auf den Stand der Digitalisierung in ihrer Kindheit und Jugend in den Vordergrund der Analysen. Den Zweck von Analysen der Generation Alpha brachte 2021 Josefine Kramer in einem aus Anlass der Messe DMEXCO21 geschriebenen Artikel mit den Worten auf den Punkt: „Unternehmen sollten sich Zeit nehmen, um die Generation Alpha zu verstehen und sich schon jetzt auf sie vorzubereiten: Die Strategie oder das Image erst dann anzupassen, wenn die Alphas Kaufkraft haben, werde nicht funktionieren.“
In Abgrenzung zu den vorangegangenen Alterskohorten wüchsen Personen der Generation Alpha mit den Technologien der 2010er und 2020er Jahre auf. Zum Lebensalltag gehörten die Präsenz von Smartphones und Tablet-PCs sowie die Denk- und Lebensweisen der Digital Natives. Derart charakterisierte Kinder sind in der Regel von Kinderarbeit nicht betroffen. Die ältesten Angehörigen der Generation Alpha werden daher erst ab 2025 auf dem Arbeitsmarkt aktiv sein. Ihr künftiges Verhalten als Arbeitnehmer und die Vermarktung von Produkten und Dienstleistungen für diese Zielgruppe stehen schon heute im Fokus von Planungen der Wirtschaft.
Die Generation Alpha werde laut Marketingfachleuten deutlich stärker und selbstverständlicher digital vernetzt sein, als es die Generation Z heute sei. Mit fortschreitender Globalisierung werde auch der tägliche Kontakt mit verschiedenen sozialen wie gesellschaftlichen Gruppen normalisiert.
Mark McCrindle, dem „Erfinder“ des Begriffs Generation Alpha, zufolge gehören alle 2010 bis 2024 Geborenen weltweit zu dieser Generation; von deren Angehörigen werde es Ende 2024 fast zwei Milliarden geben. Die Generation werde die wohlhabendste sein, die es je auf der Erde gegeben habe.

## Wissen über das (künftige) Leben der Generation Alpha

### Prägende Hintergründe der Generation Alpha
Simon Schnetzer, Mitherausgeber der regelmäßig aktualisierten Trendstudie Jugend in Deutschland, konzentrierte sich 2019 in seiner Bestimmung von Merkmalen der Generation Alpha auf Aspekte, über die Wissenschaftler 2019 gesicherte Erkenntnisse hatten. Er nennt „[f]ünf prägende Einflüsse für die Generation Alpha“:
- Auch Schnetzer hält die Fortschritte bei der Digitalisierung (hier: Deutschlands) für eine wichtige Rahmenbedingung für das Leben der zurzeit jüngsten Generation. Durch diese würden allerdings Möglichkeiten zur Erfahrung von Selbstwirksamkeit geringer. Sinnfragen würden lauter und die Sinnkrisen häufiger.
- Die zunehmende Dringlichkeit des Themas Klimaschutz und Umweltschutz werde zu einem Verzicht auf umweltschädigende Hobbys und Verhaltensweisen führen.
- Sozialer Zusammenhalt in der Gesellschaft: „Das abnehmende Engagement in Vereinen und die geringe Integrationsfähigkeit für ‚Fremde‘ (aus anderen Regionen Deutschlands und der Welt)“ werde „zum immer größeren Problem“.[10]
- Der Wohlstand in der Gesellschaft: Ob Menschen in Deutschland wohlhabend bleiben werden bzw. auf wen dies nicht zutreffen werde, sei noch unklar.
- Kriege um Wasser würden zunehmen.

### Einfluss der Corona-Pandemie
Psychologen kritisierten im Oktober 2021, dass die Auswirkungen der COVID-19-Pandemie, die unbestrittenermaßen einen Einflussfaktor für die Identität einer Generation im Sinne Mannheims darstellten, seit 2020 von kaum einem Generationenforscher berücksichtigt worden seien.
Laut dem Gabler Wirtschaftslexikon gibt es eine Generation Corona, zu der die jüngsten Angehörigen der Generation Z und die ältesten der Generation Alpha zu rechnen seien, die „zwischen 2020 und 2022 zeitweise den Unterricht nicht [hätten] besuchen“ können und „auf digitale Werkzeuge wie Notebook und Tablet sowie Lernplattformen und Videokonferenzsysteme angewiesen“ gewesen seien.

#### Situation in Deutschland
In der Pandemie wurden die Schulen erstmalig im März 2020 in allen Bundesländern und in den nachfolgenden Monaten immer wieder zeitweise für alle oder auch nur einzelne Jahrgangsstufen geschlossen. Die Hochschulen, d. h. die Universitäten und Fachhochschulen, wechselten in den sogenannten „Notbetrieb“. Unterricht, Vorlesungen und Seminare wurden von den Bildungseinrichtungen in vielen Fällen über den Einsatz digitaler Lernumgebungen realisiert, ein Zusammentreffen ganzer Klassenverbünde oder Seminargemeinschaften in leiblicher Präsenz verlagerte sich in den digitalen Raum. Besonders beeinträchtigt durch diese Situation wurden bereits schulpflichtige Angehörige der Generation Alpha, da sie im Grundschulalter waren. Denn sehr junge Schülergruppen der frühen Jahrgangsstufen verfügen oftmals (noch) nicht über digitale Geräte zur eigenständigen Nutzung und/oder nicht über die notwendigen Lese- und Schreibkompetenzen, um sich in digitalen Lernräumen selbstständig zu orientieren.
Laut einem Urteil des Bundesverfassungsgerichts vom 19. Dezember 2021 habe der entfallene Präsenzunterricht 2020 und 2021 zu Lernrückständen, negativen Effekten auf die fachspezifische Kompetenzentwicklung sowie Defiziten in der Persönlichkeitsentwicklung geführt, da der Ersatzunterricht unzureichend organisiert und durchgeführt worden sei. „Der entfallene Präsenzunterricht führte zu einer Reduzierung des Unterrichts auf die Kernfächer, dem Verlernen von Arbeitshaltung und -organisation sowie zum Verlust der Fähigkeit, Schulstress bewältigen zu können.“ Von Bedeutung ist dieses Urteil für alle, die in den Schuljahren 2020/2021 oder 2021/2022 Schüler waren.
Die These, wonach die Pandemie einen positiv zu bewertenden „Digitalisierungsschub“, auch in Schulen, ausgelöst habe, bewertet die Landeszentrale für politische Bildung Baden-Württemberg mit den Worten: „Ob die Pandemie langfristig für einen Digitalisierungsschub sorgt oder eher eine Rückbesinnung auf analoges Lernen bewirken könnte, ist noch offen.“

#### Weltweite Situation
Die UNICEF lieferte Ende 2021 einen Zwischenbericht über die Auswirkungen der COVID-19-Pandemie. Diese stelle weltweit die größte Bedrohung für Kinder seit 75 Jahren dar. Kinderarmut und Mangelernährung hätten drastisch zugenommen. Die Arbeit von Kinderschutzorganisationen sei weltweit massiv beeinträchtigt worden. Seit Beginn der Pandemie habe der Anteil von erwerbstätigen Kindern zugenommen. Insgesamt bewertet die UNICEF die Generation Corona (der auch, aber nicht nur junge Menschen der Generation Alpha angehören) als wahrscheinlich „verlorene Generation“. „Verloren“ sind der UNICEF zufolge Kinder und Jugendliche wegen der Auswirkungen der Pandemie auf ihre Bildung, Gesundheit, Ernährung und ihr Wohlbefinden. Die Zukunft einer ganzen Generation sei bei Fortdauer der Pandemie in Gefahr.
Die Organisation Human Rights Watch sagte im Mai 2021 voraus, dass „[f]ür Millionen von Schüler*innen […] die Schulschließungen keine vorübergehende Beeinträchtigung oder Unterbrechung ihrer Schullaufbahn sein, sondern deren abruptes Ende bedeuten“ würden.

## Herausforderungen
Die Generation Alpha sieht sich mit einer Vielzahl neuer Herausforderungen konfrontiert, die stark durch die digitale Lebenswelt, gesellschaftliche Veränderungen und moderne Erziehungsformen geprägt sind. Ein zentrales Problem stellt die zunehmende digitale Reizüberflutung dar. Viele Kinder zeigen bereits früh Auffälligkeiten in ihrer Konzentrationsfähigkeit und Geduld. Analoge Aktivitäten wie Lesen oder gemeinsames Spielen verlieren an Bedeutung, was die Entwicklung tiefgehender kognitiver Fähigkeiten beeinträchtigen kann.
Auch sprachliche und motorische Defizite treten vermehrt auf. Studien zufolge zeigen rund 40 % der Kleinkinder sprachliche Auffälligkeiten, etwa 30 % haben Probleme im Sozialverhalten und 20 % im motorischen Bereich. Ursachen werden unter anderem in zu wenig direkter zwischenmenschlicher Interaktion sowie mangelnder Bewegung vermutet.
Ein weiteres zentrales Thema ist die Überbehütung vieler Kinder. Eltern greifen häufig schnell ein, was dazu führt, dass Kinder Frustration schlechter aushalten und Konflikte weniger eigenständig lösen. Dies wirkt sich langfristig auf die Selbstständigkeit und emotionale Belastbarkeit aus.
Obwohl die Generation Alpha technisch affin ist, zeigt sie häufig nur eine oberflächliche Medienkompetenz. Der Konsum beschränkt sich oft auf einfache Bedienhandlungen wie Wischen oder Klicken, während tiefere digitale Fähigkeiten, etwa im Umgang mit Textverarbeitung oder Informationssuche, oft unterentwickelt bleiben.
Schließlich ist die Generation Alpha stark mit globalen Themen wie Klimawandel, Umweltkrisen und sozialen Ungleichheiten konfrontiert. Diese Präsenz in Medien und Erziehung führt bei vielen Kindern zu einem erhöhten Verantwortungsgefühl und teilweise auch zu Zukunftsängsten.